# デュション・モニーク・ブラウン
デュション・モニーク・ブラウン（英: DuShon Monique Brown、1968年11月30日 - 2018年3月23日）はアメリカの女優。

## 来歴
ガバナー州立大学の卒業生で、スクールカウンセリングの最高学位を取得している。
『Skin Complex』ではローリー役、『プリズン・ブレイク』ではケイティ役、『シカゴ・ファイア』ではコニー役で出演している。
2018年3月23日、心臓発作を起こし死去。49歳没。

## 出演作品
- Skin Complex (2003) テレビ映画
- プリズン・ブレイク Prison Break (2005-2007)
- シカゴ・ファイア Chicago Fire (2012-2018)
- BOSS/ボス 権力の代償 Boss (2012)
- Empire/エンパイア 成功の代償 Empire (2015)